# Basilio Vatatzés
Basilio Vatatzés (en griego: Βασίλειος Βατάτζης, Vasileios Vatatzes; fl. c. 1187-1194) fue un comandante militar bizantino, y es probable que fuera padre del emperador de Nicea Juan III Ducas Vatatzés.  

## Origen y primeros años
Vatatzés era de baja cuna, proveniente de la región alrededor de Adrianópolis y Demótica. Probablemente entró en el servicio militar bajo el reinado del emperador Manuel I Comneno, pero se desconocen los detalles de sus primeros años de vida. Al parecer alcanzó la prominencia suficiente para casarse, alrededor de 1187, con una hija anónima de Isaac Ángelo Ducas, tío del emperador Isaac II Ángelo. Casado con una prima del emperador, Vatatzés de pronto devino en miembro de la aristocracia superior: se le otorgó el rango de sebasto, y se le abrió el camino hacia los altos mandos militares.

## Expulsión de Teodoro Mangafas
Su primer cargo después del matrimonio fue probablemente como gobernador militar (dux) de la pequeña provincia de Milasa y Melanudio, que ocupó en agosto de 1189. Desde allí fue ascendido a «gran doméstico de Occidente» y gobernador del extenso Thema Tracesiano.
En esta capacidad tuvo que lidiar con el usurpador Teodoro Mangafas. Mangafas había iniciado una rebelión hacia 1188, cuando se proclamó emperador en Filadelfia. La revuelta duró poco, ya que Isaac II asedió la ciudad y obligó a Mangafas a someterse, pero este último fue indultado y se le permitió continuar como gobernador de la ciudad.
Alrededor de 1192/1193, sin embargo, Basilio Vatatzés fue enviado contra Teodoro Mangafas, quien se había rebelado una vez más. Esta vez, Vatatzés puso fin a la rebelión y obligó al usurpador a huir a la corte de los turcos selyúcidas en Iconio.

## Rebelión de los búlgaros
Poco después de ser nombrado doméstico de Occidente (al igual que con su contemporáneo y co-comandante, Alejo Gidos, no está claro si era un verdadero gran doméstico o simplemente doméstico), con base en Adrianópolis. Su tarea principal era hacer frente a la rebelión búlgara en curso en los Balcanes del norte.
En 1193 rechazó cualquier apoyo militar a la rebelión de su cuñado Constantino Ángelo Ducas, primo del emperador y comandante de los ejércitos bizantinos en Filipopolis. Ducas se proclamó emperador y marchó con sus tropas hacia Adrianópolis, pero fue traicionado por sus seguidores y se rindió a Isaac II Ángelo a cambio de un perdón.
En 1194 Isaac II ordenó a Vatatzés y Gidos hacer campaña contra los búlgaros. Los bizantinos fueron derrotados y Vatatzés fue asesinado en la batalla de Arcadiópolis.

## Descendencia
Probablemente fue padre de Juan III Ducas Vatatzés, futuro emperador de Nicea, así como de los dos hermanos mayores de Juan, el sebastocrátor Isaac Ducas Vatatzés, e hijo mediano anónimo, cuya hija se casó con el protovestiarios Alejo Raúl.